# 吴梦知
吴梦知（10月10日—），湖南长沙人，中国大陸导演、制片人、撰稿人，现任芒果TV副总裁兼节目中心总经理。

## 早年经历
1999年吴梦知在湖南电视台娱乐频道担任娱乐记者，2000年在湖南经视龙丹妮团队中工作，2005年和龙丹妮团队到湖南卫视策划《超级女声》，2011年回归湖南卫视。2018年离开湖南卫视调入芒果TV工作。

## 作品
- 旅行真人秀《妻子的浪漫旅行》第一季至第四季總製片人

《乘风破浪的姐姐》第一季總導演、總製片人
《朋友請聽好》第一季總編劇、總製片人
- 真人秀节目《花儿与少年》第一季總編劇、第二季執行總導演、第三季總導演[2]
- 《明星大偵探》第一季到第五季監製人
- 《乘風破浪的姐姐》第二季總製片人